# Bambusa tulda
Bambusa tulda är en gräsart som beskrevs av William Roxburgh. Bambusa tulda ingår i släktet Bambusa och familjen gräs. Inga underarter finns listade i Catalogue of Life.